# Schloss Löbnitz
Das Schloss Löbnitz ist eine barocke Schlossanlage in Löbnitz im Landkreis Nordsachsen im Freistaat Sachsen. Das auf den Resten einer Bischofsburg ruhende Barockschloss erhielt seine heutige Gestalt im 18. Jahrhundert durch die Adelsfamilie von Schönfeldt.

## Geschichte
In Löbnitz südlich der Mulde befand sich ein Burgward, der 981 erstmals urkundlich erwähnt wird. Die Burganlage wurde zur Sommerresidenz der Bischöfe von Meißen ausgebaut. Der Bischof Albrecht II. aus dem Hause Mutzschen starb hier 1266. Die Bischöfe überließen die Burg Löbnitz der Familie von Schönfeldt, die sie zum Schloss umbaute. Aufgrund des Erbanspruchs der zahlreichen Kinder von Siegfried von Schönfeldt kam es im ausgehenden Jahrhundert zur Teilung des Schlossbesitzes in einen Schlossteil und einen Hofteil. Der in Wien lebende Johann Hilmar Adolph Graf von Schönfeldt veräußerte Bereiche vom Schloss Löbnitz 1820 an die Familie von Grünberg. Von 1852 bis 1860 befand sich das Schloss im Besitz der Familie von Funcke.
1925 war Heinrich Bauermeister Eigentümer vom Schlossteil, 821 ha. Das Rittergut Hofteil mit Rittergut Döbern, Gesamtgröße 787 ha, blieb bis zur Enteignung durch die Bodenreform 1945 in Familienbesitz derer von Schönfeldt. Letzte Vertreterin waren u. a. Eva-Marie und Auguste von Schönfeldt.     
Heute befindet sich im Schloss Löbnitz ein Seniorenpflegeheim.

## Schlossanlage
Es handelt sich beim Hauptgebäude des Schlosses Löbnitz um einen zweigeschossigen barocken Putzbau mit Mansarddach. Das Schloss liegt in L-Form auf einer leichten Anhöhe. Der anschließende Anbau ist ein dreigeschossiger Putzbau mit Krüppelwalmdach.

## Schlossgarten
Im dazugehörigen Schlossgarten befand sich ein Pavillon, dessen erhalten gebliebene Fundamentreste beim Muldehochwasser 2013 beschädigt worden sind.